# Elizabeth McLaughlin
Elizabeth Sarah McLaughlin (Morgantown, Virginia Occidental; 2 de octubre de 1993), más conocida como Elizabeth McLaughlin, es una actriz y modelo estadounidense, conocida por haber interpretado a Lindsay en Ugly Betty y a Massie en The Clique.

## Vida y carrera
Cuando tenía tres años, se mudó con su familia a Zephyrhills (Florida). Comenzó su carrera como actriz con la comunidad de grupos de teatro en Tampa (Florida). A los ocho años de edad, se unió al elenco aprendiz de Entertainment Revue, un coro profesional en Tampa, y fue promovida al elenco profesional dos años más tarde. Ha hecho presentaciones incluyendo cantar para los gobernadores Bush y Schwarzenegger.

## Filmografía

### Películas
| Año  | Título             | Personaje    | Notas        |
| ---- | ------------------ | ------------ | ------------ |
| 2008 | The Clique         | Massie Block | Protagonista |
| 2010 | November Christmas | Tammy        | Secundario   |
| 2011 | Home Game          | Julia        | Secundario   |
| 2012 | Stakeout           | Cyd Moss     | Cortometraje |
| 2015 | Rise Again         | Philomenia   | Protagonista |

### Series de televisión
| Año         | Título              | Personaje          | Notas        |
| ----------- | ------------------- | ------------------ | ------------ |
| 2008        | Ugly Betty          | Lindsay            | 1 episodio   |
| 2010        | First Day           | Sasha              | 8 episodios  |
| 2011        | Melissa & Joey      | Kelsey Moncreif    | 1 episodio   |
| 2011        | Dexter              | Hija de Grant      | 1 episodio   |
| 2013 - 2014 | Betrayal            | Valerie McAllister | 13 episodios |
| 2014 - 2015 | Hand of God         | Alicia Hopkins     | 10 episodios |
| 2015        | Perception          | Cressida Gardner   | 1 episodio   |
| 2015        | Pretty Little Liars | Lesli Stone        | 4 episodios  |
| 2016        | Lethal Weapon       | lesli              | 1 episodios  |